# Занкович, Петар
Петар Занкович (черног. Петар Занковић, 1 апреля 1924 — 17 июня 2002) — черногорец, который во время Холокоста в Югославии помог спасти еврейскую семью Рихтеров. Занкович — единственный из жителей Черногории, удостоенный почётного звания «праведник народов мира».
Отец Петара Иван Занкович познакомился с австро-венгерским офицером Миланом Рихтером ещё в период Первой мировой войны. Семьи Занковича и Рихтера поддерживали хорошие отношения в межвоенный период в Королевстве Югославия. Милан Рихтер был промышленником еврейского происхождения, директором спичечных фабрик в Загребе и Осиеке. Двое сыновей Ивана — Франо и Мило — работали на его фабрике в Осиеке. Третий сын Ивана Петар был одарённым молодым человеком и собрался поехать учиться за границу.
После нападения нацистской Германии на Югославию в апреле 1941 году семья Рихтеров переехала из Загреба в Белград. Затем им удалось добраться до города Сутоморе, где жила семья Занковичей. Рихтеры пробыли у Занковичей до лета. После этого, не желая стеснять хозяев, они отправились в Петровац и остановились в отеле, где были арестованы итальянскими оккупационными властями. Семью доставили в город Бар, а Милана Рихтера отправили в лагерь Клос в Албании.
Благодаря знакомству Занковичей с архиепископом Бара Николой Добречичем последний по просьбе Петара ходатайствовал перед властями за освобождение семьи Рихтер. К декабрю они снова жили у Занковичей в Сутоморе, где оставались до сентября 1943 года, когда Германия оккупировала все территории, ранее находившиеся под итальянским контролем.
После этого Петар перевёз Рихтеров в монастырь в Баре, а затем в отдалённую деревню Ливари у подножия горы Румия. 13 марта 1944 года немцы по доносу вошли в деревню, арестовали Рихтеров и отправили в концлагерь Берген-Бельзен. Иван Занкович также был арестован за помощь евреям, а Петар, чтобы избежать ареста, ушёл в партизаны. Недвижимость Занковичей была конфискована нацистами. Немцы выпустили Ивана Занковича, но продолжали допрашивать. У Занковичей хранились документы и счета семьи Рихтер, но немцы не смогли их найти.
Рихтерам удалось выжить в концлагере и жена Милана Адель Рихтер в 1946 году посетила Занковичей. Милан, переболевший тифом, после освобождения из лагеря по дороге домой умер в Будапеште. Кроме семьи Рихтеров, Занковичи помогли ещё двум еврейским семьям.
25 декабря 2006 года израильский Институт Катастрофы и героизма «Яд ва-Шем» присвоил Петару Занковичу почётное звание «праведник народов мира». Поскольку Петар умер в 2002 году, на церемонии вручения медали, которая состоялась в Белграде 30 октября 2007 года, присутствовали его жена Росица и сыновья Иван и Марко.